# Nembra
Nembra ist eines von 18 Parroquias in der Gemeinde Aller der autonomen Region Asturien in Spanien.

## Geographie
Nembra hat 386 Einwohner (Stand 2011) und eine Fläche von 22,20 km². Es liegt auf 410 m über dem Meeresspiegel. Die höchste Erhebung ist der Berg La Boya mit 1.731 m. Die Spuren des Ortes gehen zurück bis in das Jahr 26 n. Chr. Nembra umfasst die Ortsteile, Dörfer und Weiler Arnizo, Cabanón, Cabo, La Campueta, La Carrera, La Corralada, El Otero, Enfistiella, Fresnadiello, Fureras, Los Heros, Huertomuro, Omedal, Perasente, Posadorio, Pumardongo, Rueda, San Miguel und Los Tornos.
Der Fluss, der Nembra durchfließt (Río Negro), ist bekannt für seine ausgezeichneten Forellen.

## Dörfer und Weiler
- Vatchosera
- La Enfistietcha
- El Otero
- El Campu
- La LLera
- San Miguel

## Fiesta
- 1.–7. August Stadtfest (zu Ehren des Hl. Dominikus)

## Sehenswürdigkeiten
- Barocke Kirche in der Ortsmitte.